# Papa Malick Ba
Papa Malick Ba (n. 11 noiembrie 1980 în Pikine) este un internațional de fotbal senegalez care evoluează pentru echipa FC Nantes. El poate juca pe posturile de mijlocaș defensiv și fundaș central. În România a evoluat în anul 2009 nouă meciuri la FC Dinamo București.

## Titluri
Sfaxien
- Champions League-ul Arabiei: 2000, 2004
- Cupa Președintelui Tunisiei: 2004
- Prima ligă de fotbal Tunisiană: 2005

Basel
- Cupa Elveției: 2007, 2008
- Superliga Axpo: 2005, 2008
- Cupa Uhren: 2006